# Club Santos Laguna A
El Santos Laguna "A" fue un equipo de fútbol mexicano que participó en la Primera División "A" de dicho país. Tenía como sede la ciudad de Torreón, ubicada en el estado de Coahuila. Era filial del Club Santos Laguna.

## Historia
El equipo surgió en 2006 cuando la Primera División "A" se expandió de 20 a 24 equipos y el Club Santos Laguna adquirió una de las plazas para contar así con una filial. El equipo fue tomado por Guillermo "Curita" Gómez.
Disputó su primer partido en la división de plata el 5 de agosto de 2006, sufriendo una derrota como local por goleada de 5-0 ante Real de Colima. En su primer torneo contabilizó 23 puntos, producto de seis victorias, cinco empates, seis derrotas, 25 goles a favor y 26 en contra, para una diferencia de menos uno. En el siguiente torneo el equipo comenzó con 3 empates y 5 derrotas, lo que derivó en problemas de descenso y en la llegada de Jaime León a la institución en lugar de Guillermo Gómez. Con León como técnico el equipo mejoró, pero no consiguió entrar a la liguilla.
Para el Apertura 2007, León continuó como técnico del club, pero el equipo no alcanzó la liguilla de nueva cuenta, esto provocó una reestructuración, la cual consistió en la salida y llegada al club de jugadores de diferentes equipos y categorías. En el Clausura 2008, Santos se quedó fuera de la liguilla por cuarto torneo consecutivo, lo que provocó la renuncia de Jaime León.
Para el Torneo Apertura 2008, Pedro Muñoz se hizo cargo del equipo. El equipo terminó en las últimas posiciones con 15 puntos. El Torneo Clausura 2009 fue el último que disputó el equipo antes de desparecer, la disolución de este se dio debido a la reestructuración de la liga, la cual a partir del Apertura 2009 contó con torneos de categoría Sub-20 y Sub-17. El club disputó su último partido el 2 de mayo de 2009 ante Mérida Fútbol Club, perdiendo por marcador de 1-4.

## Estadísticas
| #     | Temporada     | PJ  | PG | PE | PP | GF  | GC  | DIF | Puntos | %      |
| ----- | ------------- | --- | -- | -- | -- | --- | --- | --- | ------ | ------ |
| 1     | Apertura 2006 | 17  | 6  | 5  | 6  | 25  | 26  | -1  | 23     | 45.1%  |
| 2     | Clausura 2007 | 17  | 4  | 4  | 9  | 22  | 30  | -8  | 16     | 31.37% |
| 3     | Apertura 2007 | 17  | 3  | 6  | 8  | 22  | 30  | -8  | 15     | 29.41% |
| 4     | Clausura 2008 | 17  | 3  | 3  | 11 | 16  | 31  | -15 | 12     | 23.53% |
| 5     | Apertura 2008 | 16  | 4  | 3  | 9  | 18  | 27  | -9  | 15     | 31.25% |
| 4     | Clausura 2009 | 16  | 5  | 3  | 8  | 17  | 20  | -3  | 18     | 37.5%  |
| Total | Total         | 100 | 25 | 24 | 51 | 120 | 164 | -44 | 99     | 33%    |

## Jugadores

### Última plantilla
- Jugadores que participaron con el equipo en al menos un partido del Torneo Clausura 2009.

## Entrenadores
- Guillermo Gómez (2006-07)
- Jaime León del Toro (2007-08)
- Pedro Muñoz (2008-09)